# Período Copernicano

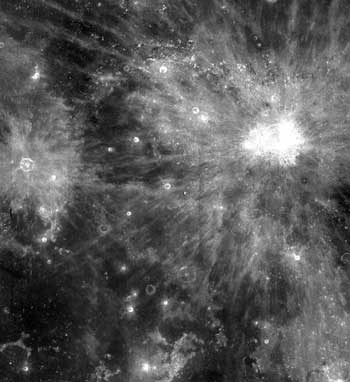
A la derecha de la imagen el cráter Copérnico, a la izquierda el cráter Kepler.

El Período Copernicano, en la escala de tiempo geológico lunar, comienza hace 1100 millones de años y continúa hasta el presente. El nombre procede del cráter Copérnico, que es un ejemplo prominente de cráter brillante, pero que no marca la base del período. No se conocen mares de basaltos que hayan erupcionado durante este período, y por esta razón se cree que la actividad geológica interna de la Luna cesó definitivamente en este momento.
La base del Período Copernicano se define sobre la base del reconocimiento de que los materiales recién excavados sobre la superficie lunar son por lo general "brillantes" y se oscurecen a lo largo del tiempo como resultado de los procesos de meteorización del espacio. Operativamente, este período se definió originalmente como el momento en que los cráteres de impacto perdieron sus sistemas de rayos brillantes. Sin embargo, esta definición, recientemente ha sido objeto de algunas críticas ya que algunos cráteres son brillantes por razones de composición que no están relacionadas con la cantidad de meteorización que han soportado. En particular, si el cráter se forma en las tierras altas (que se compone de materiales brillantes de anortosita) seguirá siendo brillante, incluso después de haber sido degradado.
Sus equivalentes en la Tierra son la Era Neoproterozoica y el conjunto del Eón Fanerozoico. Así, mientras en la Tierra floreció la vida animal, en la Luna la actividad geológica estaba llegando a su fin.